# بين هانكنسون
بين هانكنسون (بالإنجليزية: Ben Hankinson)‏ هو لاعب هوكي الجليد أمريكي، ولد في 1 مايو 1969 في إدينا في الولايات المتحدة.

## وصلات خارجية
- بين هانكنسون على موقع دوري الهوكي الوطني (الإنجليزية)
- بين هانكنسون على موقع قاعة مشاهير الهوكي (لاعب أن.إتش.أل) (الإنجليزية)
- بين هانكنسون على موقع EliteProspects.com (الإنجليزية)
- بين هانكنسون على موقع HockeyDB.com (الإنجليزية)
- بين هانكنسون على موقع Hockey-Reference.com (الإنجليزية)